# Scena w szkole (obraz Goi)
Scena w szkole (hiszp. Escena de escuela lub La letra con sangre entra) – obraz olejny wykonany przez hiszpańskiego malarza Francisca Goyę (1746–1828).
Niewielkich rozmiarów Scena w szkole najprawdopodobniej jest szkicem przygotowawczym do większego dzieła lub projektem gobelinu, które Goya malował dla Królewskiej Manufaktury Tapiserii Santa Bárbara. Możliwe, że ten projekt nie został zaakceptowany, gdyż podawał w wątpliwość skuteczność systemu edukacji w Hiszpanii.
Obraz przedstawia scenę rozgrywającą się w klasie w niewielkiej szkole. Po lewej stronie widać nauczyciela karzącego rózgą jednego z uczniów, który pochyla się i odsłania pośladki, aby otrzymć karę. Jedna z uczennic podtrzymuje jego koszulę. U stóp nauczyciela widać małego psa. Po prawej stronie widać dwóch uczniów, którzy płaczą i poprawiają ubranie, gdyż właśnie otrzymali karę. Pozostali uczniowie są pochłonięci swoimi zajęciami. Hiszpański tytuł dzieła La letra con sangre entra (Wiedza z krwią przychodzi) to przysłowie, które mówi, że edukacja jest skuteczna jedynie poprzez wymierzanie kar cielesnych.
Światło wpadające do klasy przez duże okno oświetla główną scenę skupiając się na odsłoniętym ciele karanego chłopca. Podkreśla zarzut złych metod wychowania dzieci, który powtarza się także na niektórych rycinach Goi z serii Kaprysy. Obecność psa symbolizuje poddanie, wspólne książki podkreślają niedostatek i brak środków, podczas gdy bogate szaty nauczyciela ujawniają gorszą sytuację ekonomiczną niektórych dzieci.
Radiografia obrazu wykazała, że to samo płótno zostało wcześniej użyte jako jeden z wielu szkiców przygotowawczych do fresku pt. Matka Boska Królowa Męczenników w bazylice Nuestra Senora del Pilar w Saragossie.

## Proweniencja
Obraz najprawdopodobniej należał do artysty aż do jego śmierci. Wiadomo, że później należał do nieznanego kanonika w XIX wieku, następnie ok. 1920 roku trafił do kolekcji Rosillo w Madrycie. Od 2008 roku należy do zbiorów Museo de Zaragoza. Został zakupiony przez władze Aragonii za cenę 2,5 miliona euro.